# Rie Kimura
Rie Kimura (jap. 木村 理恵, Kimura Rie; * 30. Juli 1971 in der Präfektur Kyōto) ist eine ehemalige japanische Fußballspielerin.

## Karriere

### Verein
Kimura spielte in der Jugend für die Osaka University of Health and Sport Sciences. Sie begann ihre Karriere bei Speranza FC Takatsuki, wo sie von 1994 bis 2003 spielte. 2003 beendete sie Spielerkarriere.

### Nationalmannschaft
Im Jahr 1996 debütierte Kimura für die japanischen Nationalmannschaft. Sie wurde in den Kader der 1999 und 2001 berufen. Insgesamt bestritt sie 21 Länderspiele für Japan.